# Bobare (Bośnia i Hercegowina)
Bobare – wieś w Bośni i Hercegowinie, w Federacji Bośni i Hercegowiny, w kantonie zenicko-dobojskim, w gminie Tešanj. W 2013 roku liczyła 563 mieszkańców, z czego większość stanowili Boszniacy.